# 埃斯泰尼克鄉
46°6′0″N 26°13′0″E / 46.10000°N 26.21667°E
埃斯泰尼克鄉（羅馬尼亞語：Comuna Estelnic, Covasna），是羅馬尼亞的鄉份，位於該國中部，由科瓦斯納縣負責管轄，面積93平方公里，海拔高度744米，2007年人口1,162，人口密度每平方公里12人。